# Folds of Honor QuikTrip 500
Folds of Honor QuikTrip 500 é a prova realizada no Atlanta Motor Speedway pela NASCAR Monster Energy NASCAR Cup Series. Era a 2ª corrida realizada neste circuito no ano, quando a outra prova neste circuito (Kobalt Tools 500) foi extinta em 2010, para dar lugar à corrida no Kentucky Speedway, em 2011.

## Vencedores
- 2018 - Kevin Harvick
- 2017 - Brad Keselowski
- 2016 - Jimmie Johnson
- 2015 - Jimmie Johnson
- 2014 - Kasey Kahne
- 2013 - Kyle Busch
- 2012 - Denny Hamlin
- 2011 - Jeff Gordon
- 2010 - Tony Stewart
- 2009 - Kasey Kahne
- 2008 - Carl Edwards
- 2007 - Jimmie Johnson
- 2006 - Tony Stewart
- 2005 - Carl Edwards
- 2004 - Jimmie Johnson
- 2003 - Jeff Gordon
- 2002 - Kurt Busch
- 2001 - Bobby Labonte
- 2000 - Jerry Nadeau
- 1999 - Bobby Labonte
- 1998 - Jeff Gordon
- 1997 - Bobby Labonte
- 1996 - Bobby Labonte
- 1995 - Dale Earnhardt
- 1994 - Mark Martin
- 1993 - Rusty Wallace
- 1992 - Bill Elliott
- 1991 - Mark Martin
- 1990 - Morgan Shepherd
- 1989 - Dale Earnhardt
- 1988 - Rusty Wallace
- 1987 - Bill Elliott
- 1986 - Dale Earnhardt
- 1985 - Bill Elliott
- 1984 - Dale Earnhardt
- 1983 - Neil Bonnett
- 1982 - Bobby Allison
- 1981 - Neil Bonnett
- 1980 - Cale Yarborough
- 1979 - Neil Bonnett
- 1978 - Donnie Allison
- 1977 - Darrell Waltrip
- 1976 - Dave Marcis
- 1975 - Buddy Baker
- 1974 - Richard Petty
- 1973 - David Pearson
- 1972 - Bobby Allison
- 1971 - Richard Petty
- 1970 - Richard Petty
- 1969 - LeeRoy Yarbrough
- 1968 - LeeRoy Yarbrough
- 1967 - Dick Hutcherson
- 1966 - Richard Petty
- 1965 - Marvin Panch
- 1964 - Ned Jarrett
- 1963 - Junior Johnson
- 1962 - Rex White
- 1961 - David Pearson
- 1960 - Fireball Roberts